# Ajofrín
Ajofrín – gmina w Hiszpanii, w prowincji Toledo, w Kastylii-La Mancha, o powierzchni 35,1 km². W 2011 roku gmina liczyła 2288 mieszkańców.